# Mesquita (Rio de Janeiro)
Mesquita is een gemeente in de Braziliaanse deelstaat Rio de Janeiro. De gemeente telt 171.280 inwoners (schatting 2017), wat ongeveer 15.000 minder is als in 2009.

## Aangrenzende gemeenten
De gemeente grenst aan Belford Roxo, Nilópolis, Nova Iguaçu, Rio de Janeiro en São João de Meriti.